# Pavel Baran
Pavel Baran (* 25. dubna 1957, Ostrava) je český filozof, historik a oficiální představitel Akademie věd České republiky. Dlouhodobě se zabývá vědní politikou v České republice.

## Akademická a profesní kariéra
Pavel Baran se narodil v Ostravě. Absolvoval gymnázium ve Frýdku-Místku, odkud odešel studovat na brněnskou Masarykovu univerzitu obor filosofie a historie.
Odborně působí jako filozof na Filosofickém ústavu Akademie věd České republiky, kde v letech 2005 až 2013 pracoval též jako ředitel. Od roku 2013 je členem Akademické rady, v letech 2013 až 2021 byl místopředsedou Akademie věd ČR pro oblast společenských a humanitních věd, od roku 2021 působí jako předseda Vědecké rady AV ČR. Na podzim 2024 byla oznámena jeho kandidatura na předsedu Akademie, z volby ale nakonec těsně před volbami
odstoupil a vyjádřil podporu následně zvolenému Radomíru Pánkovi. Dne 18. března 2025 byl znovu zvolen členem Vědecké rady na funkční období 2025–2029 a v hlasování potvrzen též jako její předseda.
V letech 2014 až 2022 byl členem Rady pro výzkum, vývoj a inovace, od září 2016 do září 2022 působil jako její místopředseda.
Do oblasti jeho odborného zájmu patří zejména dějiny filozofie, morální a politická filozofie, filozofie v českých zemích 20. století, filozofie hodnot a filozofie dějin. Též se zabýval překlady odborné literatury a pedagogickou činností, a to na Vysoké škole ekonomické v Praze, na Ostravské univerzitě a na Masarykově univerzitě.
Jeho stěžejním dílem je jeho kandidátská práce s názvem K materialistickému založení hodnot a k hodnotovým aspektům vědy (Praha 1985).

### Webové odkazy
- Pavel Baran na webových stránkách Akademie věd ČR (česky)
- Pavel Baran na webových stránkách Akademie věd ČR (anglicky)
- Pavel Baran v Bibliografii dějin Českých zemí
- Informace Českého rozhlasu o Pavlu Baranovi